# Диселенит натрия
Диселенит натрия — неорганическое соединение,
соль натрия и диселенистой кислоты 
с формулой Na2Se2O5,
бесцветные кристаллы,
растворяется в воде.

## Получение
- Нагревание гидроселенита натрия:

{\displaystyle {\mathsf {2NaHSeO_{3}\ {\xrightarrow {320^{o}C}}\ Na_{2}Se_{2}O_{5}+H_{2}O}}}

## Физические свойства
Диселенит натрия образует бесцветные кристаллы.
Растворяется в воде.